# Pink Friday 2
Albums de Nicki Minaj
Queen
(2018)
Singles
1. Super Freaky Girl
Sortie : 12 août 2022
2. Red Ruby da Sleeze
Sortie : 3 mars 2023
3. Last Time I Saw You
Sortie : 10 août 2018
4. Everybody
Sortie : 9 janvier 2024
5. FTCU
Sortie : 9 janvier 2024

Pink Friday 2 est le cinquième album studio de la rappeuse américano-trinidadienne Nicki Minaj sorti le 8 décembre 2023 sous les labels Young Money Entertainment et Republic Records. Il s'agit d'une suite à Pink Friday, le premier album studio de Nicki Minaj sorti en 2010. L'album s'inscrit dans les genres hip-hop et pop-rap, bien qu'il explore d'autres influences. 
L'album atteint la première place du classement américain Billboard 200 la semaine de sa sortie, avec 228 000 ventes recensées. Minaj devient alors la première rappeuse de l'histoire à placer trois albums en tête de ce classement.
Cinq singles ont été extraits de l'album : Super Freaky Girl, Red Ruby da Sleeze, Last Time I Saw You, Everybody avec le rappeur américain Lil Uzi Vert, et FTCU. Super Freaky Girl devient en août 2022 le premier titre en solo de Minaj à se placer en tête du classement américain Billboard Hot 100, et son troisième en tout. 
Minaj fera la promotion de l'album lors de sa tournée mondiale Pink Friday 2 World Tour en mars 2024.
Le 20 août 2024, la rappeuse annonce la sortie d'une version deluxe de l'album sur le réseau social X : Pink Friday 2 Gag City Reloaded

## Liste des titres
Pink Friday 2 — Digital edition
| 1.    | Are You Gone Already                               | Onika Maraj · Finneas | 4:30 |
| 2.    | Barbie Dangerous                                   | Maraj · Joshua Goods · Kameron Cole · Kendall Taylor · Christopher Wallace · Anthony Henderson · Bryon McCane · Steven Howse · Sean Combs · Steven Jordan         | 2:12 |
| 3.    | FTCU                                               | Maraj · Juaquin Malphurs · Joshua Luellen · Jacob Canady | 2:52 |
| 4.    | Beep Beep                                          | Maraj · Shane Lindstrom · Gavin Valencia | 1:35 |
| 5.    | Fallin 4 U                                         | Maraj · Canady · Darryon Bunton | 3:50 |
| 6.    | Let Me Calm Down (featuring J. Cole)               | Maraj · Jermaine Cole · Canady · Derrick Miller · Ofer Ishai | 4:04 |
| 7.    | RNB (featuring Lil Wayne et Tate Kobang)           | Maraj · Dwayne Carter · Goods · Taylor · Tomislav Ratešić | 3:04 |
| 8.    | Pink Birthday                                      | Maraj · Matthew Samuels · Amir Sims · Chase Lieberman · Shubhkarman Pruthi · Jacques Webster · Leland Wayne · Michael Dean · Sonny Uwaezuoke · Peter Mellin       | 2:08 |
| 9.    | Needle (featuring Drake)                           | Maraj · Aubrey Graham · Samuels · Johann Deterville · Rahiem Hurlock                                                                                              | 3:55 |
| 10.   | Cowgirl (featuring Lourdiz)                        | Maraj · Alyssa Cantu · Lukasz Gottwald · Rocco Valdes · Ryan Ogren                                                                                                | 3:36 |
| 11.   | Everybody (featuring Lil Uzi Vert)                 | Maraj · Symere Woods · Isaiah Henry · Goods · Jesper Mortensen | 3:00 |
| 12.   | Big Difference                                     | Maraj · Michael Mulé · Isaac De Boni · Keanu Torres · Jahmal Gwin · Marcus Slade · Derrick Gray                                                                   | 3:11 |
| 13.   | Red Ruby da Sleeze                                 | Maraj · Kevin Price · Darryl McCorkell · Goods · Kirsten Spencer · Josiah Muhammad · Irvin Winslow · Lumidee Cedeño · Teddy Mendez · Edwin Perez · Steven Marsden | 3:34 |
| 14.   | Forward from Trini (featuring Skillibeng et Skeng) | Maraj · Emwah Warmington · Kevon Douglas · Sebastian Loers · Emelio Lynch · Rowan Melhado · Dave Kelly                                                            | 2:33 |
| 15.   | Pink Friday Girls                                  | Maraj · Jeremy Reid · Cantu · Ogren · Robert Hazard | 2:46 |
| 16.   | Super Freaky Girl                                  | Maraj · Gottwald · Lauren Miller · Vaughn Oliver · Aaron Joseph · Gamal Lewis · James Johnson Jr · Alonzo Miller                                                  | 2:50 |
| 17.   | Bahm Bahm                                          | Maraj · Goods · Jessica Carpenter | 2:21 |
| 18.   | My Life                                            | Maraj · Don Cannon · Sean Momberger · Goods · Deborah Harry · Christopher Stein                                                                                   | 2:44 |
| 19.   | Nicki Hendrix (featuring Future)                   | Maraj · Nayvadius Wilburn · Brandon Hamlin · Vincent Shaw | 4:24 |
| 20.   | Blessings (featuring Tasha Cobbs Leonard)          | Maraj · Natasha Leonard · Benjamin Saint Fort · Jeremiah Raisen · Christian Astrop                                                                                | 3:34 |
| 21.   | Last Time I Saw You                                | Maraj · Canady · Lesidney Ragland · Colin Franken · Miller · Alex Bak                                                                                             | 3:36 |
| 22.   | Just The Memories                                  | Maraj · Georges Olivier · Habib Defoundoux · Moses Davis · Lynford Marshall · Colin York · John Bristol · Jerry Butler · James Dean · John Glover                 | 3:55 |
| 70:14 |                                                    | |      |

## Classements hebdomadaires
| Classement (2023)                   | Meilleure place |
| ----------------------------------- | --------------- |
| Allemagne (Media Control AG)        | 41              |
| Australie (ARIA)                    | 3               |
| Autriche (Ö3 Austria Top 40)        | 31              |
| Belgique (Flandre Ultratop)         | 13              |
| Belgique (Wallonie Ultratop)        | 13              |
| Canada (Canadian Albums Chart)      | 2               |
| Danemark (Tracklisten)              | 33              |
| Écosse (OCC)                        | 23              |
| Espagne (Promusicae)                | 42              |
| États-Unis (Billboard 200)          | 1               |
| États-Unis (Top R&B/Hip-Hop Albums) | 1               |
| Finlande (Suomen virallinen lista)  | 31              |
| France (SNEP)                       | 20              |
| Irlande (Irish Albums Chart)        | 9               |
| Italie (FIMI)                       | 61              |
| Norvège (VG-lista)                  | 10              |
| Nouvelle-Zélande (RIANZ)            | 3               |
| Pays-Bas (Mega Album Top 100)       | 7               |
| Portugal (AFP)                      | 194             |
| Royaume-Uni (UK Albums Chart)       | 3               |
| Royaume-Uni (R&B Albums)            | 1               |
| Suède (Sverigetopplistan)           | 32              |
| Suisse (Schweizer Hitparade)        | 6               |